# Misnička jedlá
Misnička jedlá (Lecanora esculenta) je lišejník, který roste v pouštích v severní Africe na skalách a kůře stromů. Rychle zvětšuje svůj objem (nasává vodu) a proto bývá někdy ztotožňován s biblickou manou, pokrmem, který nasytil Židy při exodu z Egypta. Je dodnes používán jako pokrm, a to k přípravě pečiva.